# Золотой Рог (Стамбул)
Золото́й Рог (тур. Haliç; греч. Κεράτιος Κόλπος) — узкий изогнутый залив, впадающий в пролив Босфор в месте его соединения с Мраморным морем. Расположен большей частью в черте турецкого города Стамбул, разделяя его европейскую часть на северную и южную половины. У гавани в устье Золотого Рога в VII веке до н. э. была основана колония Византий, вокруг которой впоследствии сформировался Константинополь.
На берегах залива расположены древние районы Галата, Фенер, Балат, Айвансарай, Эюп, Хаскёй, Касымпаша. Здесь со средних веков селились константинопольские евреи и итальянские купцы. В поздней Византии на северном берегу Золотого Рога существовала колония Генуэзской республики, а в османское время территория вмещала финансовый и торговый центр города, мусульманские святыни и крупную судоверфь «Халич».
Путешественники XIX века называли залив самой красивой частью города, но в середине XX века местность была испорчена слабоконтролируемой внутренней миграцией и хаотичным промышленным развитием. В настоящее время берега Золотого Рога представляют собой смесь преимущественно бедных жилых районов с важными музеями и историческими монументами.

## Мосты
Через залив перекинуты пять мостов: Галатский мост, Старый Галатский мост (не эксплуатируется), Мост Ататюрка, Мост Халич и метромост Золотой Рог.

## Этимология
Страбон называл залив «Рогом Византия», явно имея в виду его форму.

Залив, примыкающий к стене византийцев, простирается приблизительно в западном направлении на 60 стадий подобно оленьему рогу. Он разветвляется на множество маленьких бухт, как бы на ветви.— Страбон. География. VII
Золотым рогом (греч. Χρυσόκερας) залив стал именоваться позже, возможно, благодаря торговой важности. Методом кальки образовано не только русское и английское название, но также немецкое Goldenes Horn, итальянское Corno d’Oro, французское Corne d’Or, испанское Cuerno de Oro. При этом современное греческое название более нейтральное: Κεράτιος κόλπος, «Залив в форме рога», а турецкое Haliç означает просто «бухта, залив».

## Физико-географические характеристики

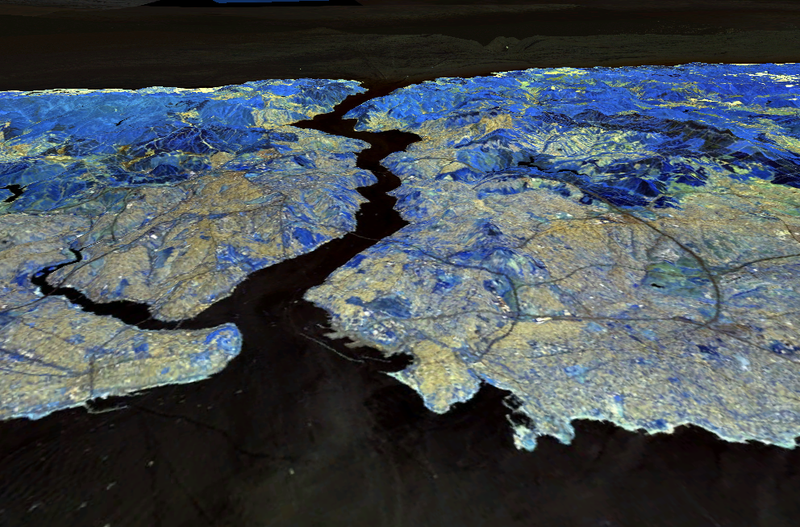
Спутниковая съёмка НАСА 2007 года:
Золотой Рог уходит вглубь европейской территории в левой части снимка

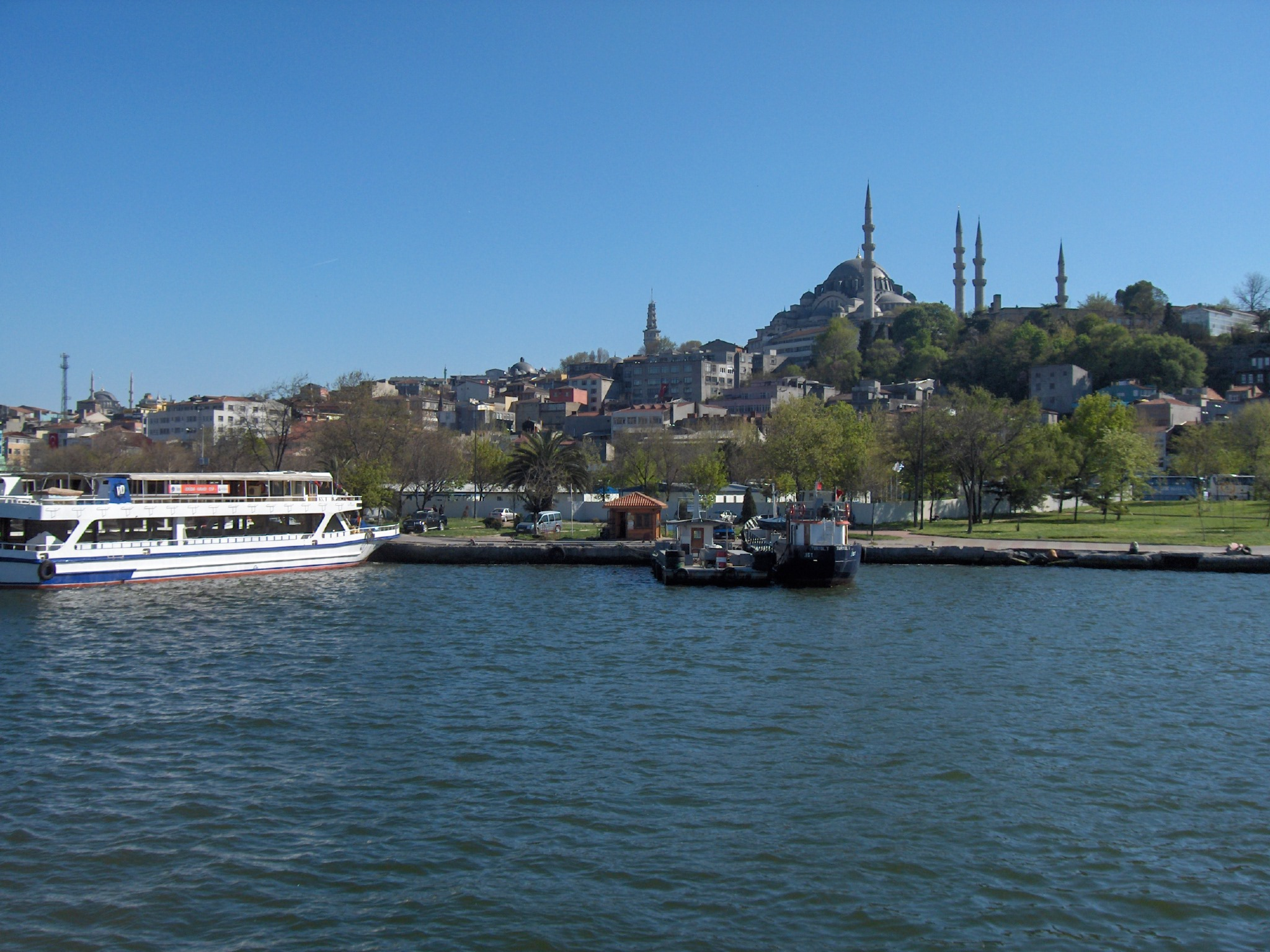
Участок залива напротив мечети Сулеймание

### Геологическая история
Залив мог образоваться одновременно с Босфором около 6000 лет до нашей эры. Согласно теории черноморского потопа, в результате сдвига литосферных плит воды Средиземноморья, заполняя образовавшиеся трещины, хлынули в Чёрное море, подняв его уровень. Первоначальное заселение территории произошло примерно за тысячу лет до событий.

### Гидрография
Золотой Рог по форме напоминает русло реки, имеет длину около 8 км и ширину от 90 м до 700 м. Сходство усиливают два питающих залив родника: Алибей-су (древний Кидар) и Кягытхане-су (древний Варвизес). Они расположены у «истока» водоёма, на границе стамбульского района Кягытхане и предместья Эюп. В османские времена место было известно как Пресные воды Европы (по аналогии с Пресными водами Азии у посёлка Кандилли по ту сторону Босфора) и служило загородной зоной отдыха.
От Пресных вод залив берёт направление на юго-запад, глубина на этом участке не превышает нескольких метров, рельеф местности понижается к югу. Примерно через 2 км, расширившись до 400 м, залив достигает холма Эюп (по правому берегу), от которого сворачивает на 90 градусов на юго-восток, по направлению к Босфору и центру города. Перед поворотом в заливе расположены два покрытых растительностью острова под общим названием Бахарие, на них отсутствуют постройки.
Ниже Эюпа залив становится судоходным, имеет несколько пассажирских пристаней по обоим берегам и четыре моста. Напротив района Касымпаша (левый берег) достигает наибольшей ширины почти в 700 метров благодаря заливу, который в конце XIX века продолжал носить греческое имя Мандраки. Перед устьем Золотой Рог имеет максимальную глубину 40 метров.
Берега залива пологие, по обеим сторонам находятся участки низменности средней ширины 150 метров, за которыми расположены холмы: на южном берегу высотой 40—60 метров (легендарные семь холмов Константинополя), на северном — до 80 метров. Условной границей между Золотым Рогом и Босфором на картах иногда отмечают Галатский мост.
Подобно Босфору, залив имеет два ярко выраженных водных слоя. В нижний вода поступает из Мраморного моря, её солёность возле устья достигает 36 промилле. Верхний, более широкий слой содержит воду Чёрного моря, солёность в нём по мере приближения к Босфору повышается с 16 до 21 промилле. Прозрачность воды также увеличивается от 2,2 метра в верхней части залива до 5,5 в самой нижней.

### Флора и фауна
В древности Золотой Рог кишел рыбой, в первую очередь, семейства скумбриевых, и был знаменит крупными тунцами, составлявшими не только пищу жителей Византия, но и важную статью экспорта.

«Сюда попадают пеламиды, ловля которых облегчается их огромной массой, сильным течением, сгоняющим рыбу в кучу, и узостью заливов; в этой тесноте их можно ловить даже голыми руками. Всякий раз, когда рыба достигает Кианеев и проходит мимо них, какая-то белая скала, выступающая со стороны халкедонского берега, так сильно пугает её, что она тотчас же поворачивает к противоположному берегу. Её подхватывает здешнее течение; поскольку местность благоприятствует повороту морского течения к Рогу, рыба направляется сюда и доставляет византийцам и народу римскому значительный доход. Халкедонцы же не имеют доли в этом богатстве».— Страбон. История, книга VII
Два тунца, по размеру равные дельфину, изображены на местной монете III века нашей эры, отчеканенной при римском императоре Гете.
В османские времена в заливе вылавливали устриц для подачи на султанский стол.
В XX веке и особенно после 1950-х годов животный и растительный мир Золотого Рога значительно оскудел, большая часть обитавших в нём видов исчезла, рыбная ловля выше Галатского моста потеряла смысл. Начиная с 1990-х годов ведётся частичное восстановление флоры и фауны, в залив вернулось 33 вида рыбы, значительно выросла популяция кефали, хотя проблема смертельных для неё вредных выбросов не снята окончательно.
Среди водорослей преобладают диатомы в верхней части залива и динофлагелляты в нижней. На дне Золотого Рога обитают многощетинковые черви и моллюски.
Берега залива до середины XX века были покрыты кипарисами и платанами, теперь сохранившимися только в части, расположенной выше моста Ататюрка.

### Экология

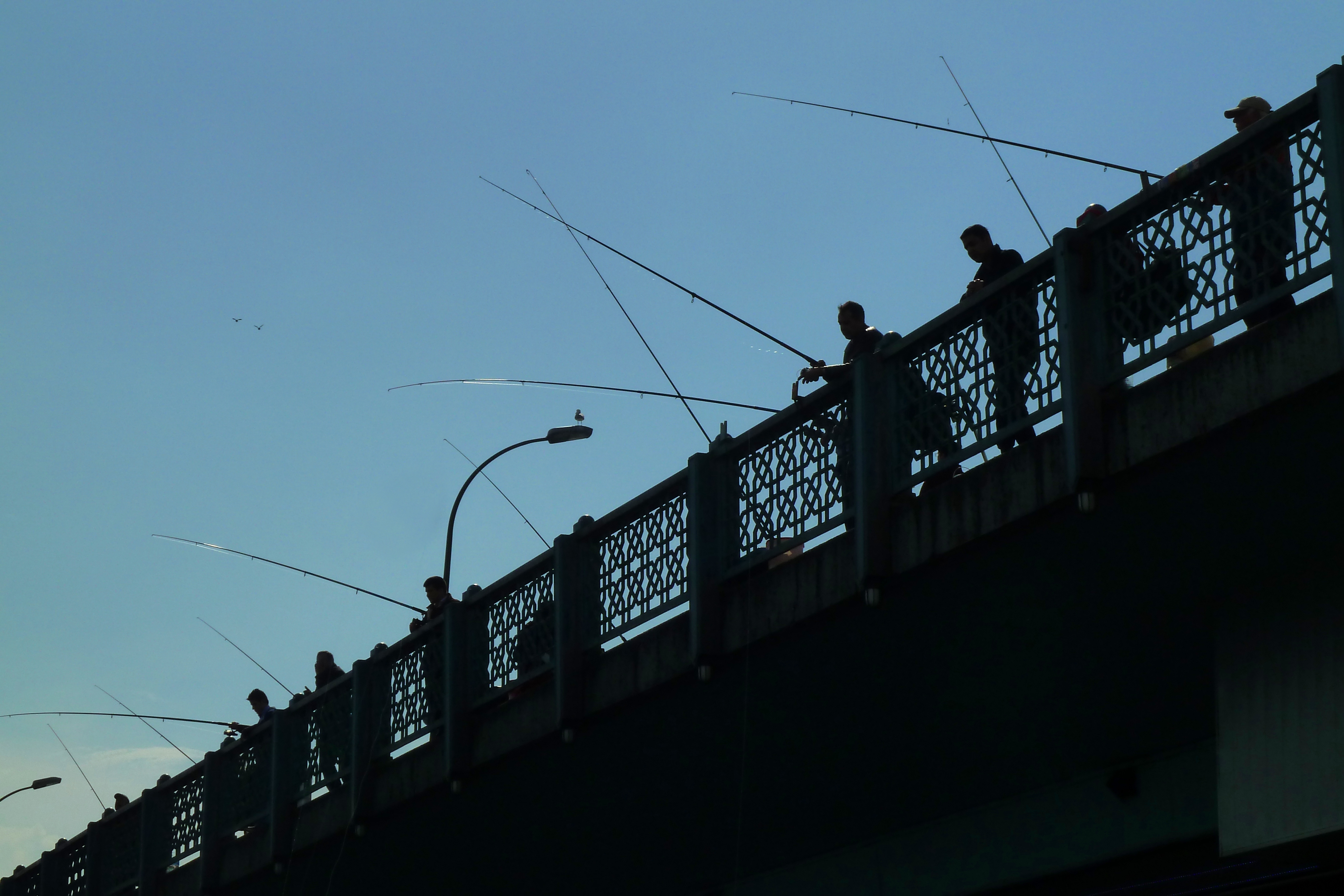
Рыбаки на Галатском мосту

Состояние залива стало резко ухудшаться в 1950-е годы, когда районы по обоим берегам были густо заселены бедными мигрантами из Анатолии и застроены промышленными предприятиями. Ситуацию осложняла прежняя конструкция Галатского моста: до 1994 года он был плавучим, ограничивал водообмен между Рогом и Босфором, что привело к кислородному истощению и накоплению сероводорода.
В середине 1980-х на берегах залива работали 700 предприятий и 2000 мелких мастерских, спускавших в воду 263 тысячи кубометров твёрдых выбросов ежегодно. Сюда же направлялись неочищенные канализационные стоки. Дно заиливалось, водоём мелел, судоходство было полностью остановлено. Золотой Рог из гордости Стамбула превратился в самую грязную часть его центра и грозил стать болотом.
8 мая 1984 года власти Стамбула приняли план реабилитации залива. В течение нескольких следующих лет промышленность и жилые дома были удалены от берегов, их жители переселены в другие районы. Циркуляция воды увеличилась после постройки нового раскрывающегося Галатского моста, а систему очистки канализации создали при частичном финансировании Всемирного банка.
Спасение залива продолжилось во второй половине 1990-х под руководством тогдашнего мэра Стамбула, нынешнего президента Турции Реджепа Тайипа Эрдогана (он родился в квартале Касымпаша, а лицей закончил в другом прибрежном районе Эюп). Со дна верхней части залива были удалены 4,5 млн кубометров токсичных веществ. Проект «Защита окружающей среды Золотого Рога», на который, по официальным данным, было затрачено $650 млн, в 2002 году получил первую премию международной организации Metropolis.
Состояние залива продолжает улучшаться с каждым годом, судоходство восстановлено после 20-летнего перерыва. Поверхность воды теперь выглядит чистой, тем не менее залив всё ещё считается непригодным для купания.

## История

### Греческий период
На южном берегу Золотого Рога, у впадения в Босфор, в VII веке до нашей эры была основана колония Византий. Выбор места был явно обусловлен формой мыса Сарайбурну, прикрывающего южный берег от моря. Естественная гавань привлекала суда, проходящие по Босфору, помогая Византию контролировать торговый путь из Мраморного в Чёрное море. Первые склады и поселения появились ещё до основания города.
Вскоре после превращения Византия в Константинополь, в правление Феодосия Первого торговый порт перестал справляться с выросшим потоком судов и был вынесен за пределы Рога. Не позже VIII века, при императоре Льве Третьем берега при входе в залив были соединены защитной цепью. Первое упоминание о ней датируется 717 годом, когда цепь преградила путь кораблям осадивших город арабов.
В глубине Золотого Рога, в районе, известном византийцам как Влахерны (ныне Айвансарай), в V веке недалеко от берега была построена Влахернская церковь, сгоревшая до взятия города турками. В ней хранились две важные святыни: Влахернская икона и Риза Богородицы, перенос которой в Константинополь православная церковь и сейчас ежегодно празднует как Ризоположение. Великий праздник Покрова также связан с храмом: он отмечается в честь якобы произошедшего здесь в 866 году при правлении патриарха Фотия или, по другой версии, в 910 году явлении Богородицы верующим.
Административный центр города переместился во Влахерны после того, как Алексей Комнин в конце XI века выстроил там новую императорскую резиденцию — Влахернский дворец. В XIV веке рядом появился дворец Тефкур, он же дворец Константина Багрянородного (назван в честь не легендарного императора, а его тёзки, сына Михаила Палеолога).
Земли вокруг устья Рога в эпоху поздней Византии заселили константинопольские евреи. В X веке иудейский квартал появился на южном берегу в районе нынешних пристаней Эминёню, а в XI веке еврейские районы заняли северный берег от самого Босфора почти до современного моста Халич (районы Галата, Касымпаша и Хаскёй).
Кварталы иудеев соседствовали с прибрежными частями города, отданными в концессию итальянским городам-государствам. Первой из них землю в Константинополе в X веке получила республика Амальфи (в том же Эминёню, у нынешнего Галатского моста). Дальше по берегу в 1082 году с разрешения Алексея Комнина был основан венецианский квартал, а ближе к Босфору — кварталы Пизанской республики (c 1111 года) и Генуи (с 1160 года). У последнего была трудная судьба: в 1162 году его уничтожили соседи-пизанцы (один убитый), в 1171 году — разгромили венецианские конкуренты (без человеческих жертв). А в апреле 1182 года все итальянские кварталы были сожжены, а тысячи жителей без разбора убиты или отданы в рабство в результате Резни латинов.
Крестоносцы дважды брали город штурмом со стороны Золотого Рога во время разгрома Константинополя 1203—1204 годов. В начале боевых действий нападавшие разорвали цепь над заливом и уничтожили византийский флот. Лагерь крестоносцев располагался в Галате на северном берегу, а на южном греки вновь сожгли итальянские кварталы, вынудив их жителей искать спасения на другой стороне (пизанцы до этого события обороняли город вместе с греками, после него присоединились к крестоносцам).
Так началось формирование Галаты как предместья западных европейцев, отделённого Золотым Рогом от центра города. Михаил Палеолог в 1267 году отдал Галату в бессрочное пользование генуэзцам, которые затем постепенно превратили место в де-факто независимую колонию, воевали с Византией и в середине XIV века стали союзниками Османского государства, сохраняя, впрочем, нейтралитет в его отношениях с Константинополем.

### Взятие Константинополя османами
Перед началом турецкой осады 1453 года защитная цепь снова была натянута над входом в залив. Решающие события 54-дневного противостояния происходили на суше, но со стороны Рога турки поддерживали постоянное напряжение, отвлекая внимание и силы обороняющихся.
В первые дни осады, начавшейся 6 апреля, османский флот дважды подходил к цепи (предположительно 9 и 12 апреля) и отступал под атаками греческого флота. Затем армия Мехмеда Второго начала обстрел защищавших цепь судов с северного берега, что не помешало византийцам 20 апреля принять четыре корабля из Италии с оружием и продовольствием.
Моральный перелом произошёл утром 22 апреля, когда турки осуществили выдающуюся инженерную операцию — переброску 70 судов из Босфора в Золотой Рог по суше. Корабли с полными командами на борту были подняты на 60-метровый холм, перевезены по деревянным настилам в обход стен генуэзской Галаты и спущены на воду в нынешнем районе Касымпаша.
Попытка защитников города сжечь корабли под покровом ночи не удалась, османы были предупреждены шпионами и уничтожили большую часть лазутчиков. Греческий флот стоял возле устья залива, стороны не вступали в открытый бой. Турки построили в дальней части Рога понтонную переправу для удобства коммуникации, регулярно обстреливали Влахерны с воды и направляли корабли к городской стене, изнуряя защитников угрозами штурма.
В последнее утро 29 мая 1453 года османский десант высадился к стенам Константинополя лишь после получения вести о том, что янычары уже ворвались в город с другой стороны. Вскоре цепь над заливом разомкнули спасающиеся бегством на судах итальянцы, после ухода нескольких их кораблей турецкий флот сумел блокировать Рог.

## Галерея

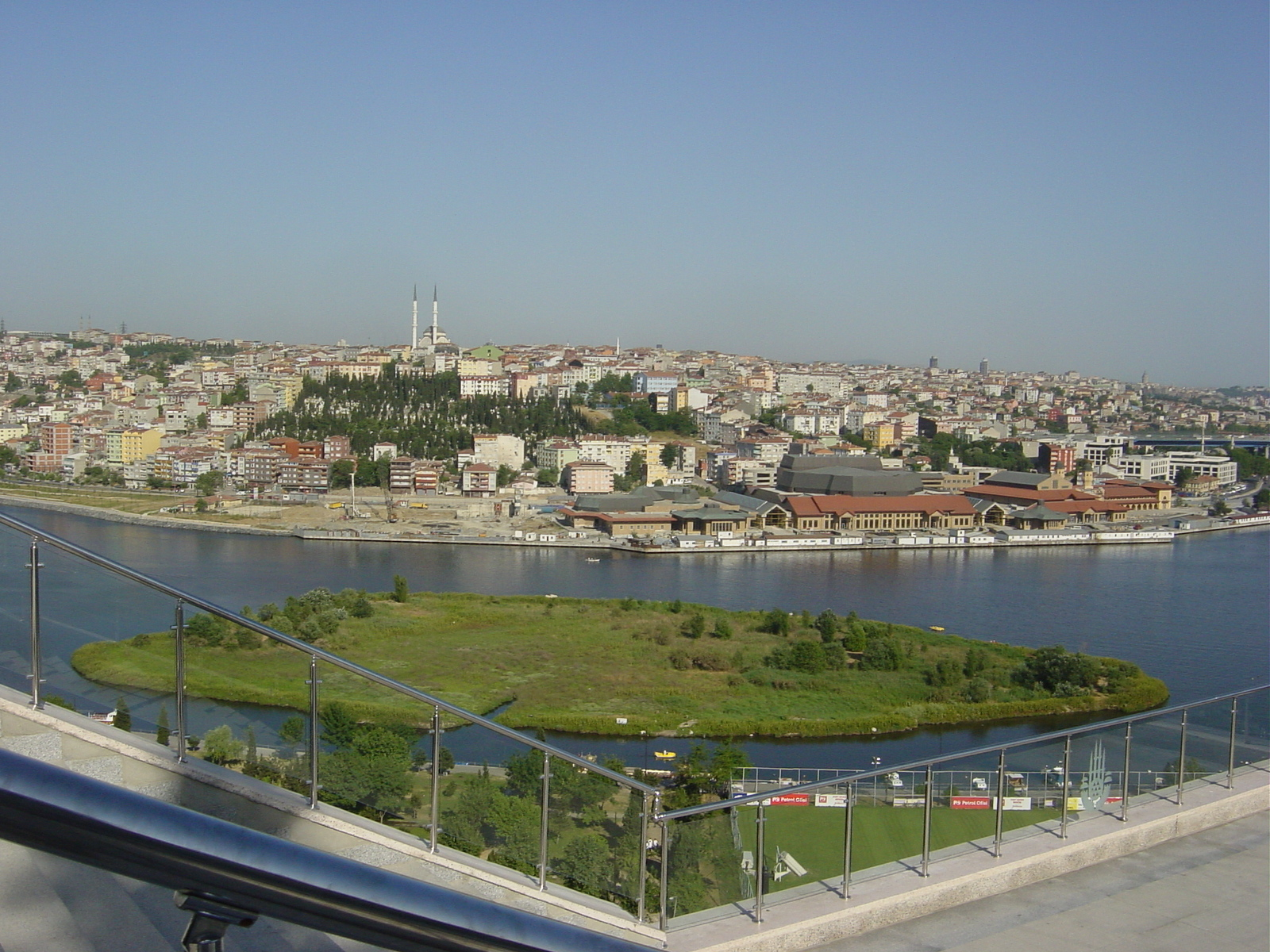
Один из двух островов Бахарие, вид с холма Эюп
Карта исторического полуострова Стамбула (внизу слева) с указанием расположения Золотого Рога и Сарайбурну (мыс Серальо) относительно пролива Босфор, а также исторически значимых мест (черный цвет) и различных примечательных районов
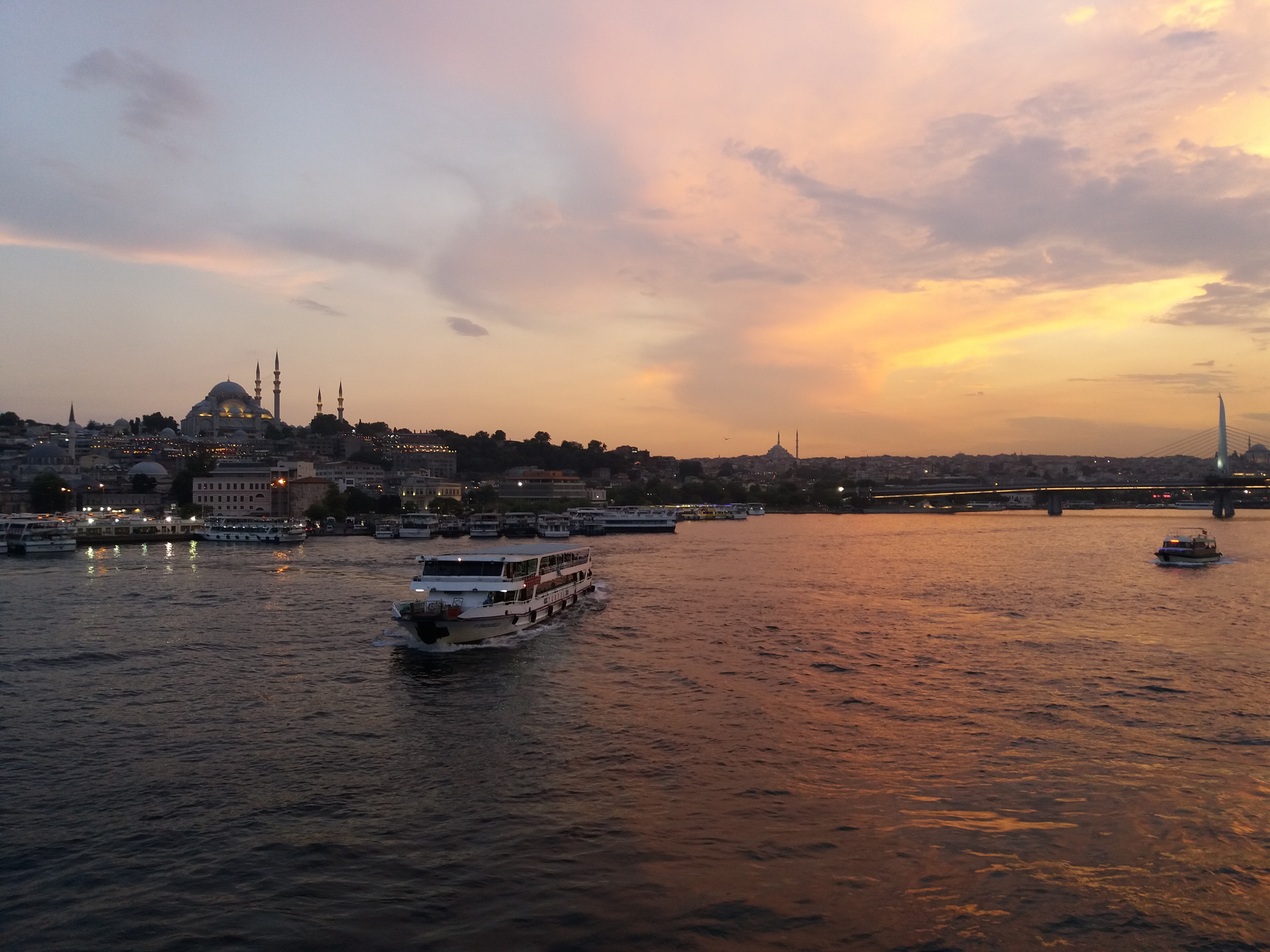
Золотой Рог, вид с Галатского моста
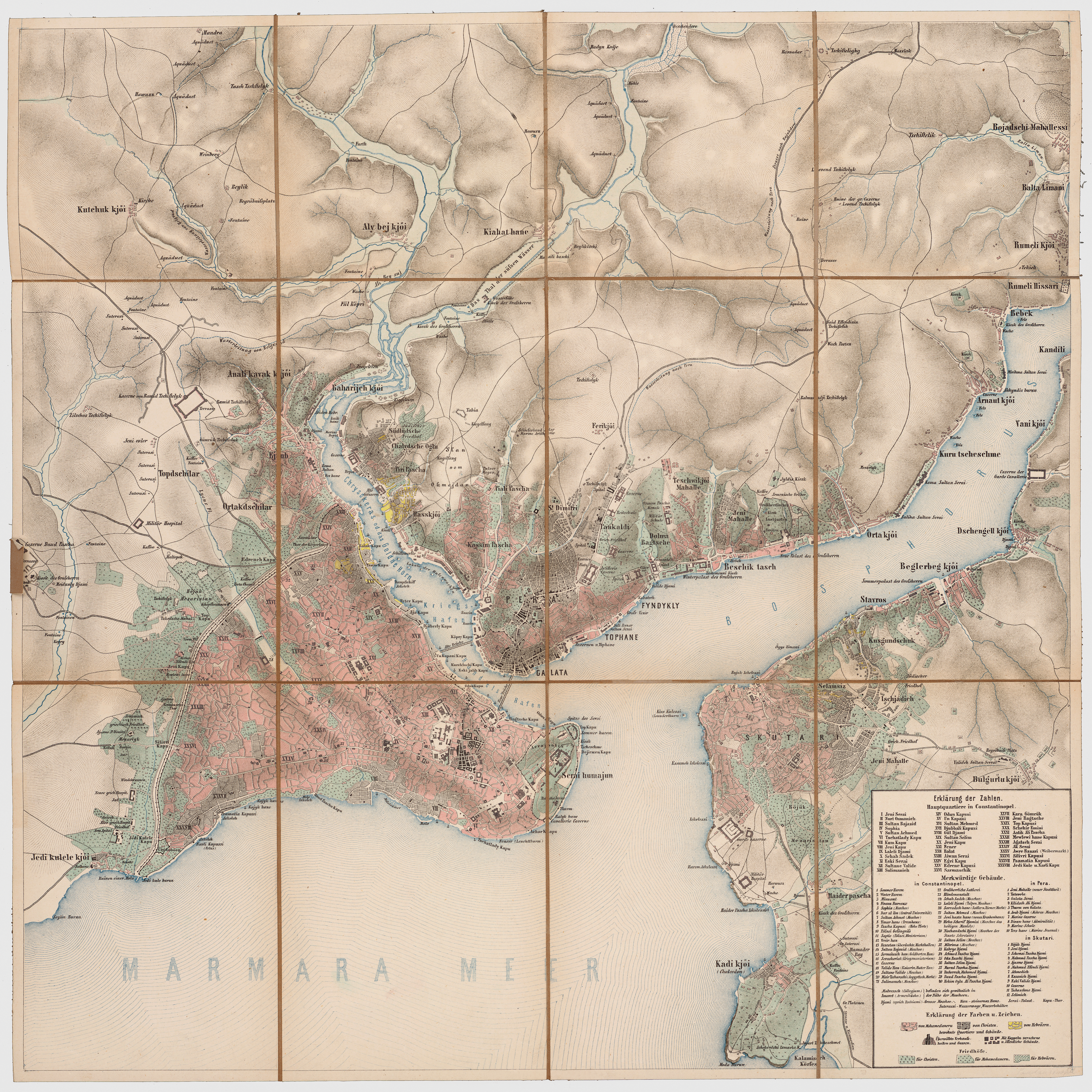
1860–70 гг. Немецкая карта Стамбула османской эпохи с изображением Золотого Рога (сектор B2) и его исходных рек Алибейкёй и Кягытхане.
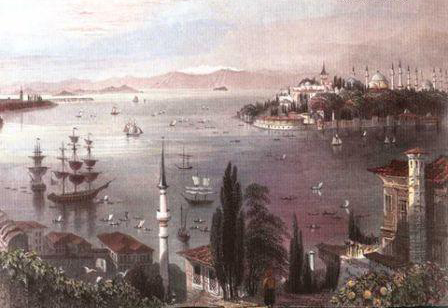
Мыс Серальо из Перы, с Босфором (слева), входом в Золотой Рог (в центре и справа) и Мраморным морем (расстояние) с Принцевыми островами на горизонте.
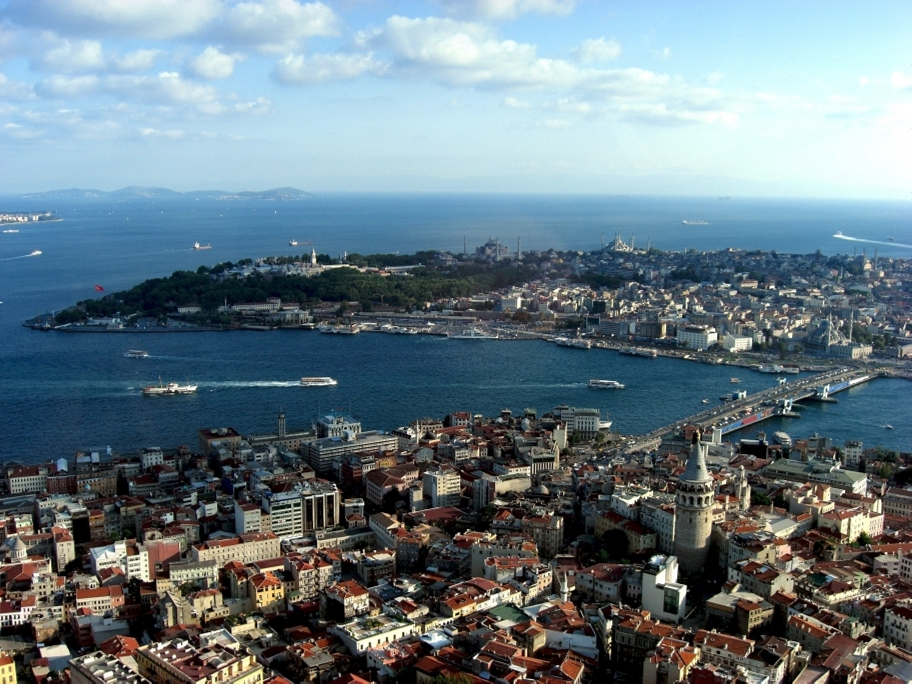
Вид с воздуха на Галату (на переднем плане), на исторический полуостров (на заднем плане) и новый мост Галата, который пересекает Золотой Рог и соединяет два его берега в точке, где он встречает Босфор (на снимке слева) и Мраморное море (за историческим полуостровом). Мыс Серальо расположен на восточной оконечности исторического полуострова (в центре, слева). Принцевы острова вдоль горизонта, в левом верхнем углу[39].
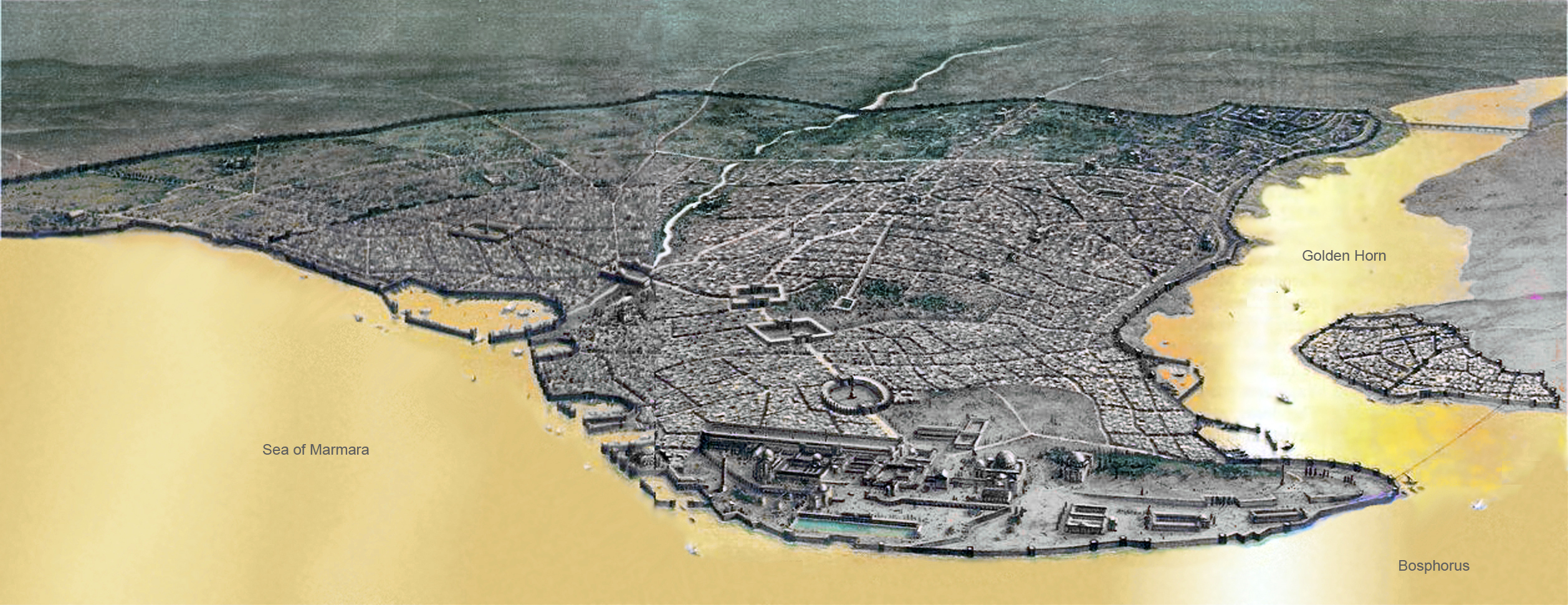
Первый мост на Роге, построенный византийским императором Юстинианом Великим, можно увидеть возле Феодосийских стен в западной части города (см. вверху справа) в этом изображении старого Константинополя.
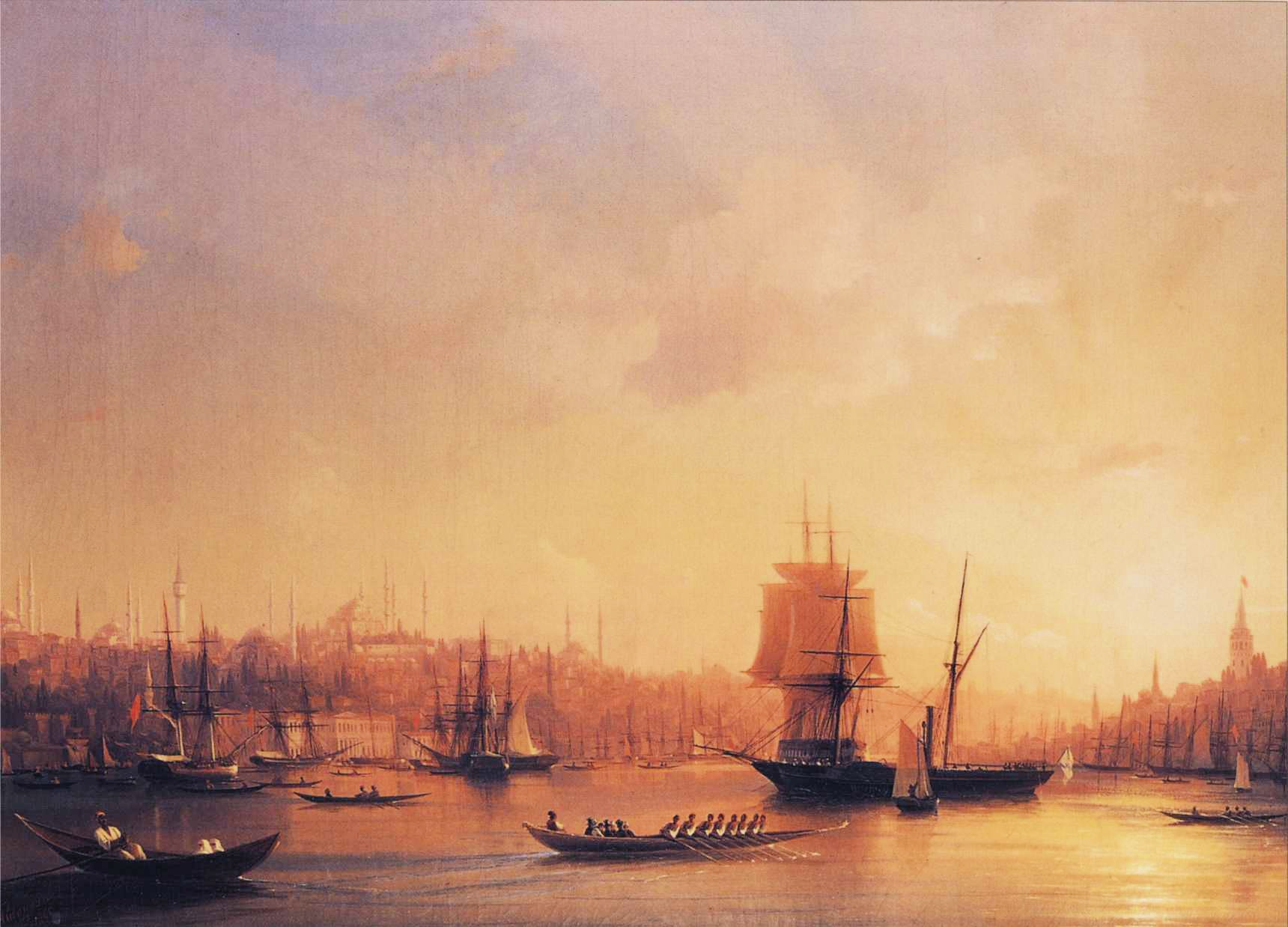
Иван Константинович Айвазовский «Сумерки на Золотом Роге» с изображением торговой марки лимана золотыми огнями. Вход на Рог находится на переднем плане, с историческим полуостровом (слева) и Галатой (справа).
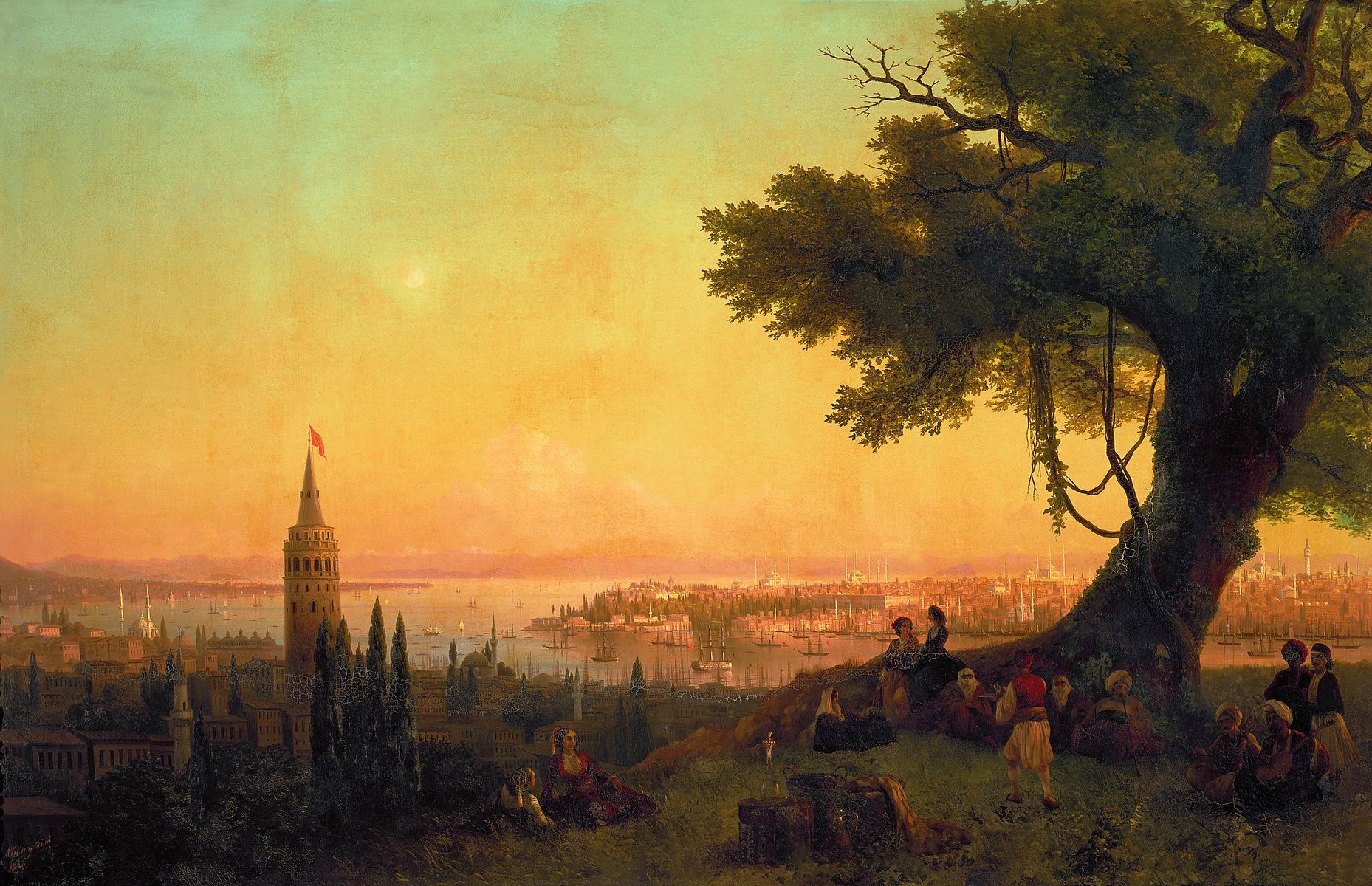
Другая картина Айвазовского, озаглавленная «Вид на Константинополь вечерним светом», изображает Рог с высоты холма возле Касымпаша. На заднем плане видны Башня Галата, вход в Рог и мыс Серальо.
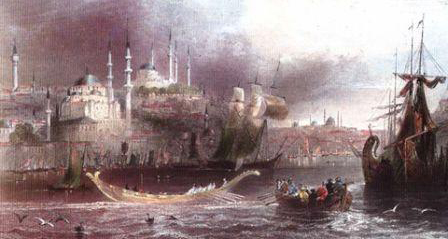
Лодки на Золотом Роге, с мечетью Сулеймание на третьем холме[англ.] города на заднем плане. Точка зрения для этой картины, вероятно, вокруг Каракёй[англ.]
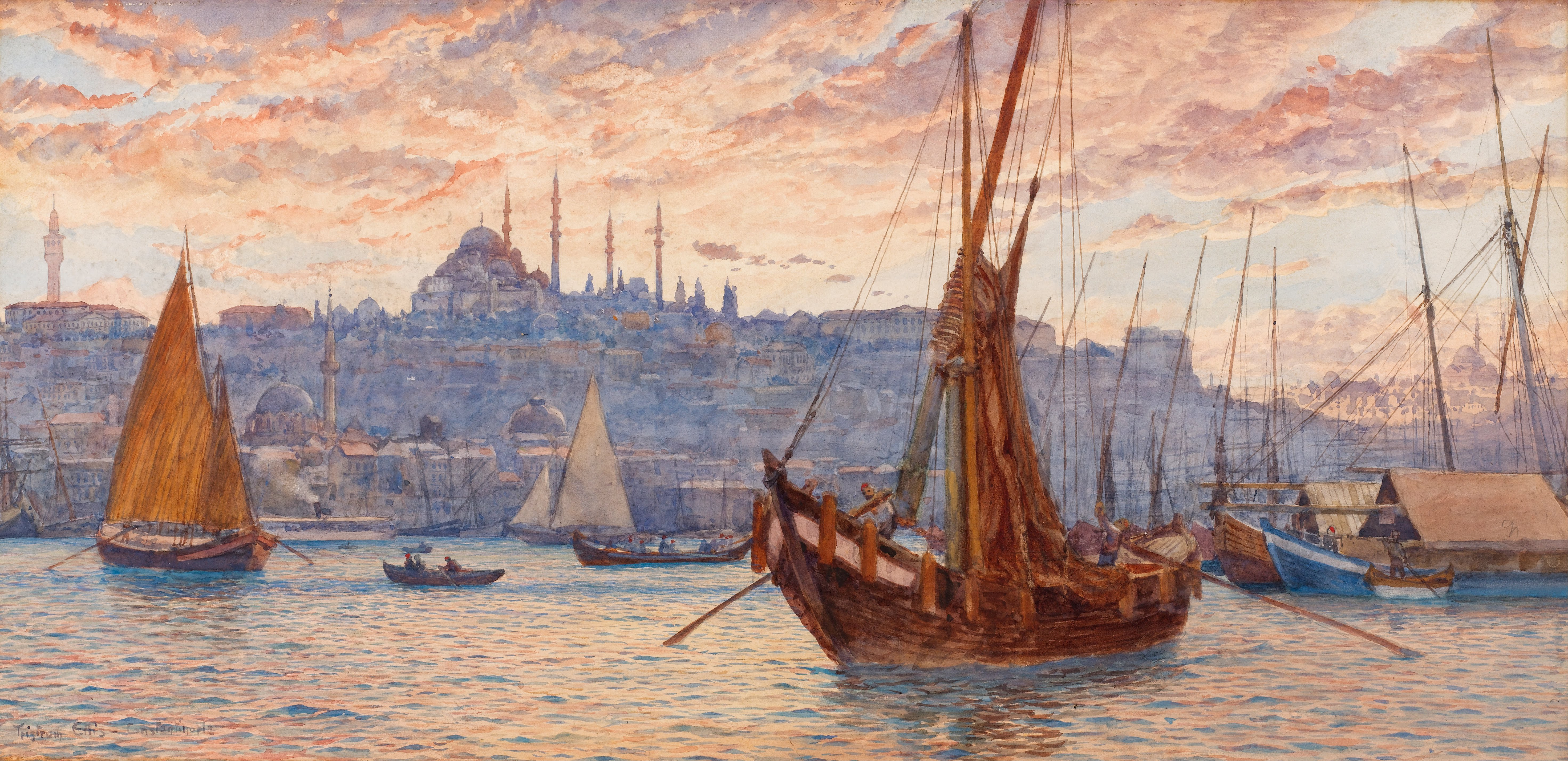
Аналогичный вид на мечеть Сулеймание от Тристрама Эллиса[англ.] с конца XIX века.
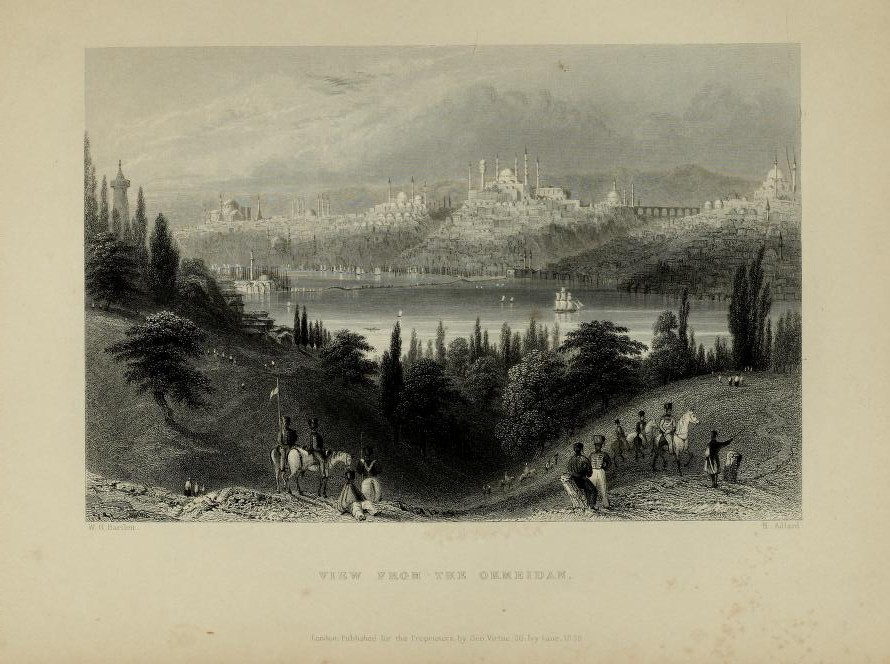
1838 г. Вид на Золотой Рог с холмов Окмейданы[англ.] — полей имперской стрельбы из лука османской армии.
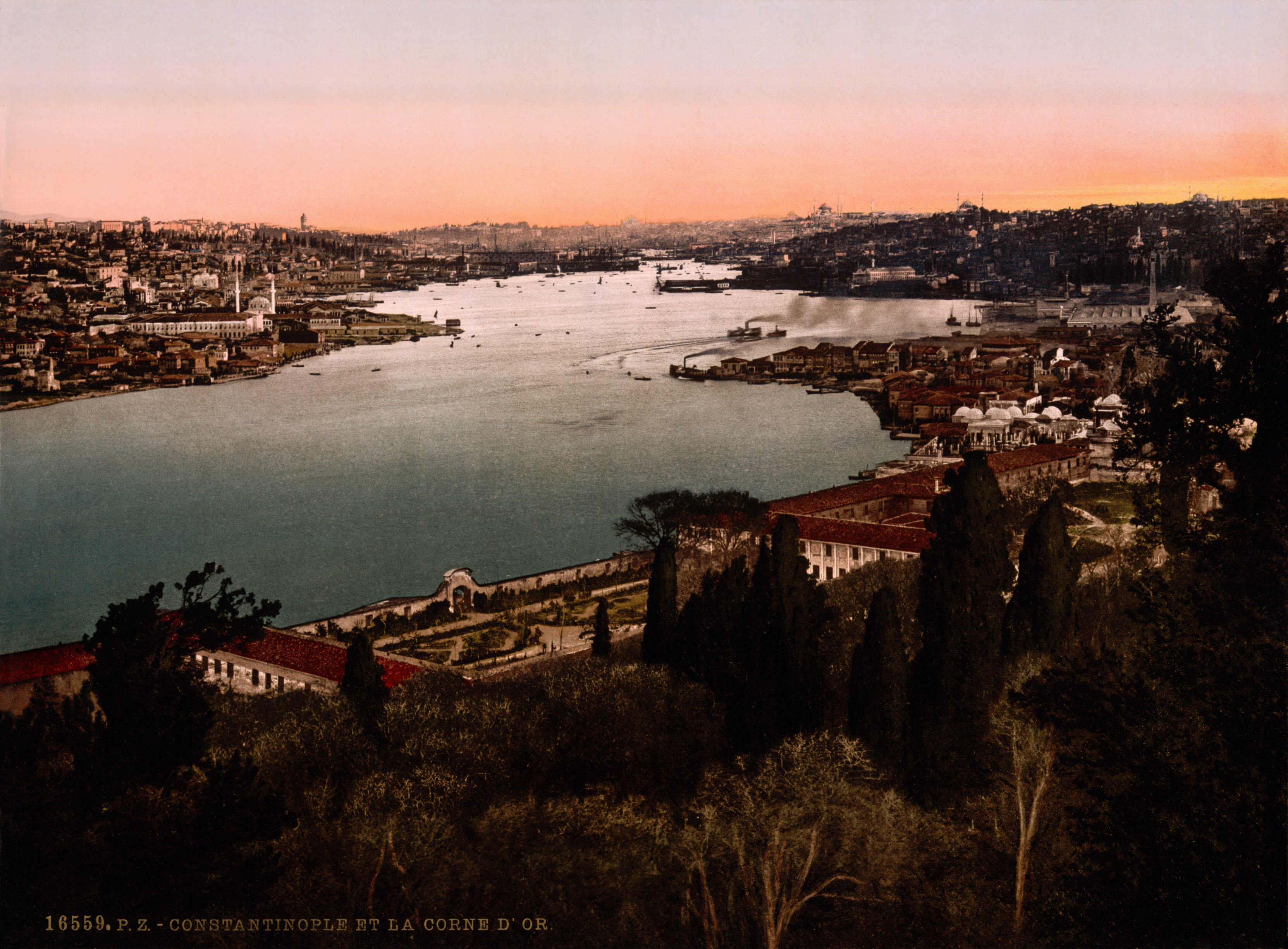
Рог, увиденный с холмов Эюпа в 1890-х годах, смотрящий на Сютлюдже[англ.] на переднем плане и Старый город на расстоянии.
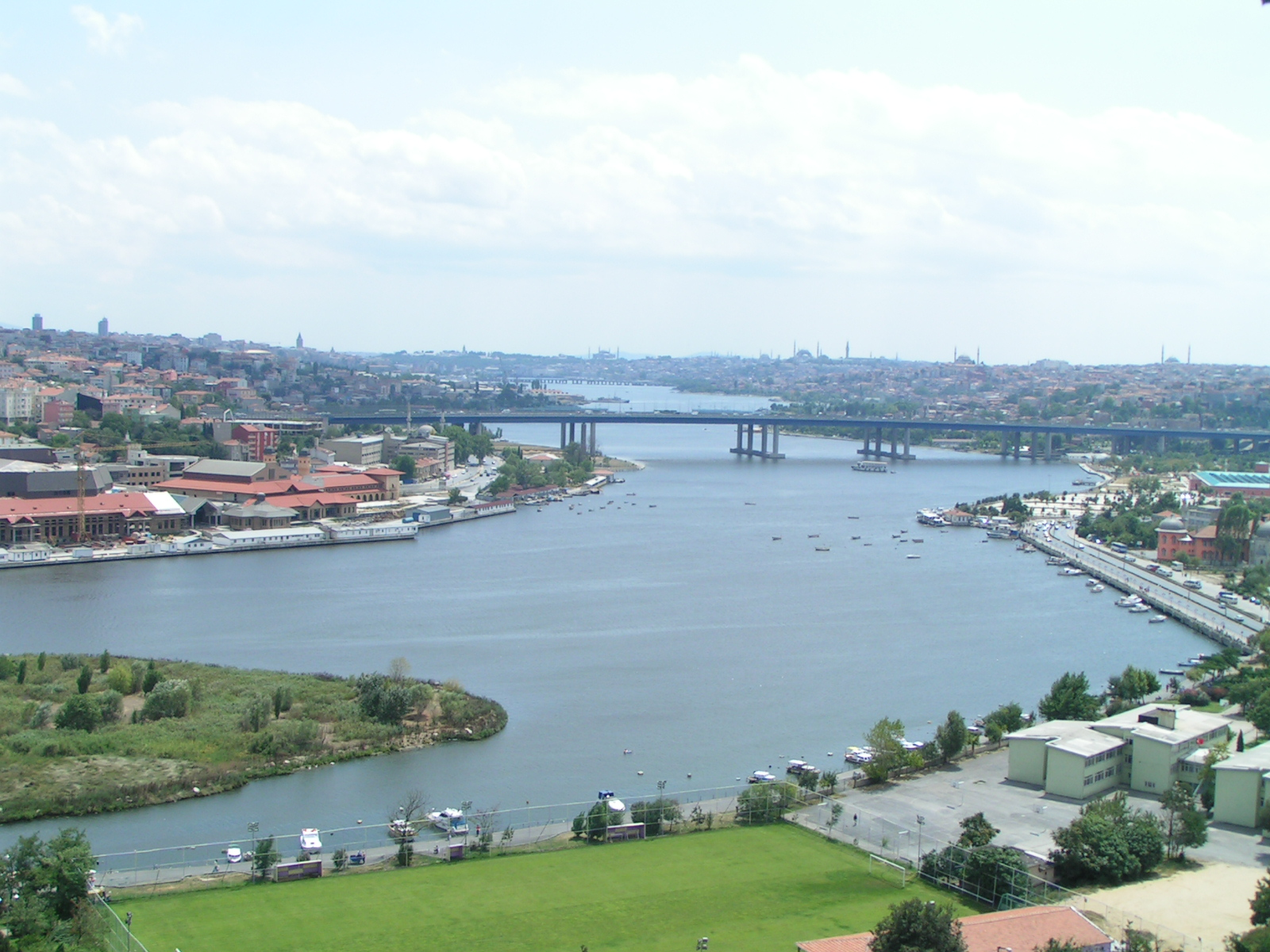
Глядя вниз по течению от холма Пьера Лоти в Эюпе в сторону Сютлюдже[англ.] (на первом плане, напротив берега), моста Халича[англ.] (на среднем плане) и входа в Золотой Рог (на заднем плане).
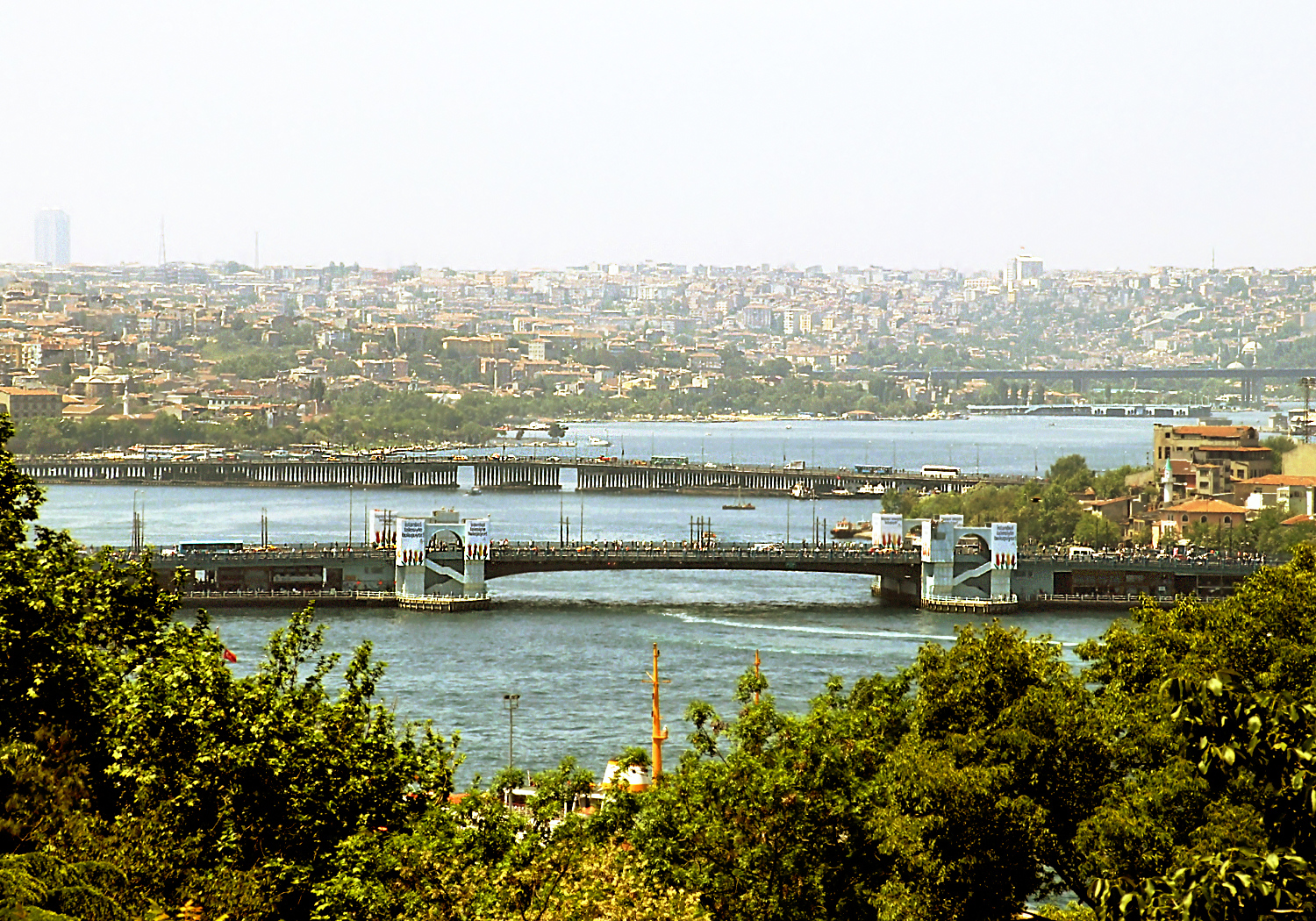
Взгляд вверх по течению от мыса Серальо в 2006 году. Мосты Галата, Ататюрка и Халич[англ.] видны от ближайшего к дальнему. Метромост Золотой Рог, расположенный в настоящее время между первыми двумя мостами, был закончен через восемь лет после этой фотографии, и поэтому его не видно.
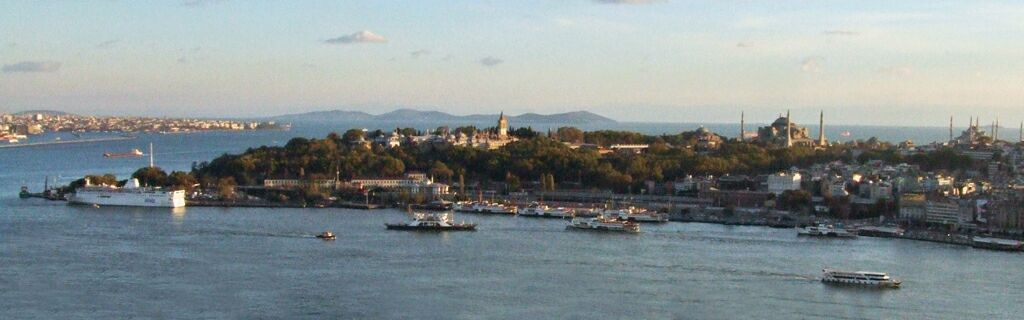
Вход в Золотой Рог и мыс Серальо (в самом конце исторического полуострова, в крайнем левом углу), как видно из Галатской башни, 2006.
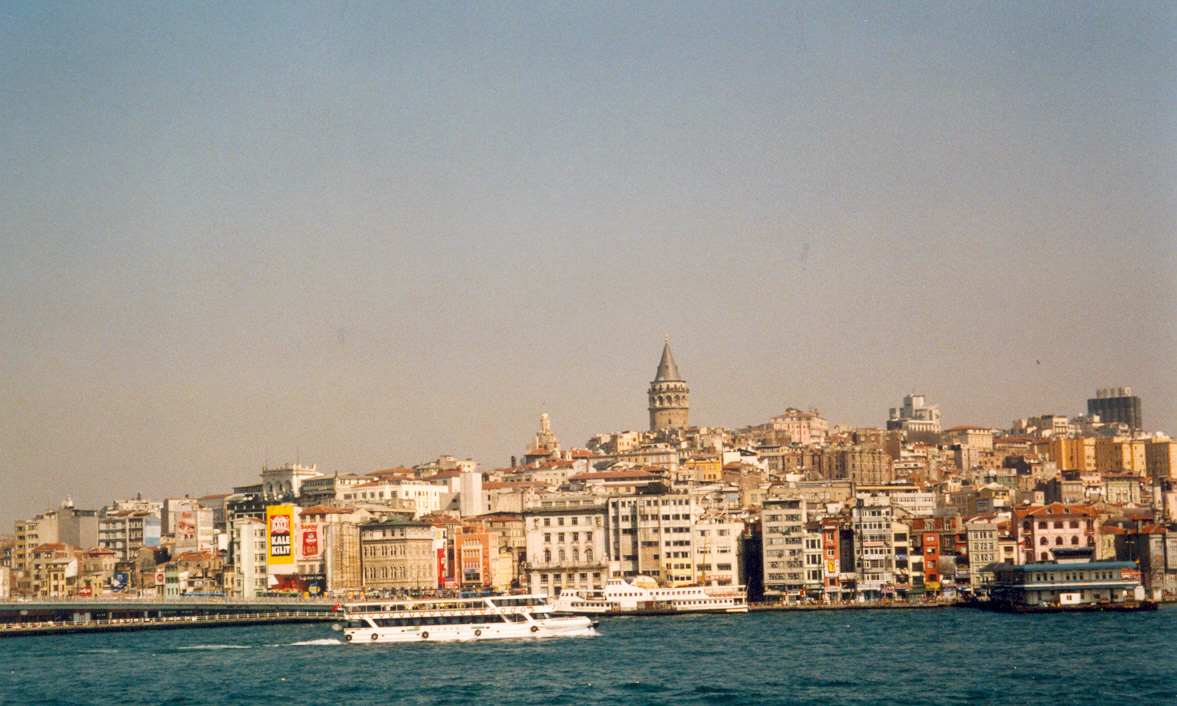
Вид на Каракёй[англ.] (на первом плане) и Галатскую башню (на заднем плане) с Эминёню в 2005 году.
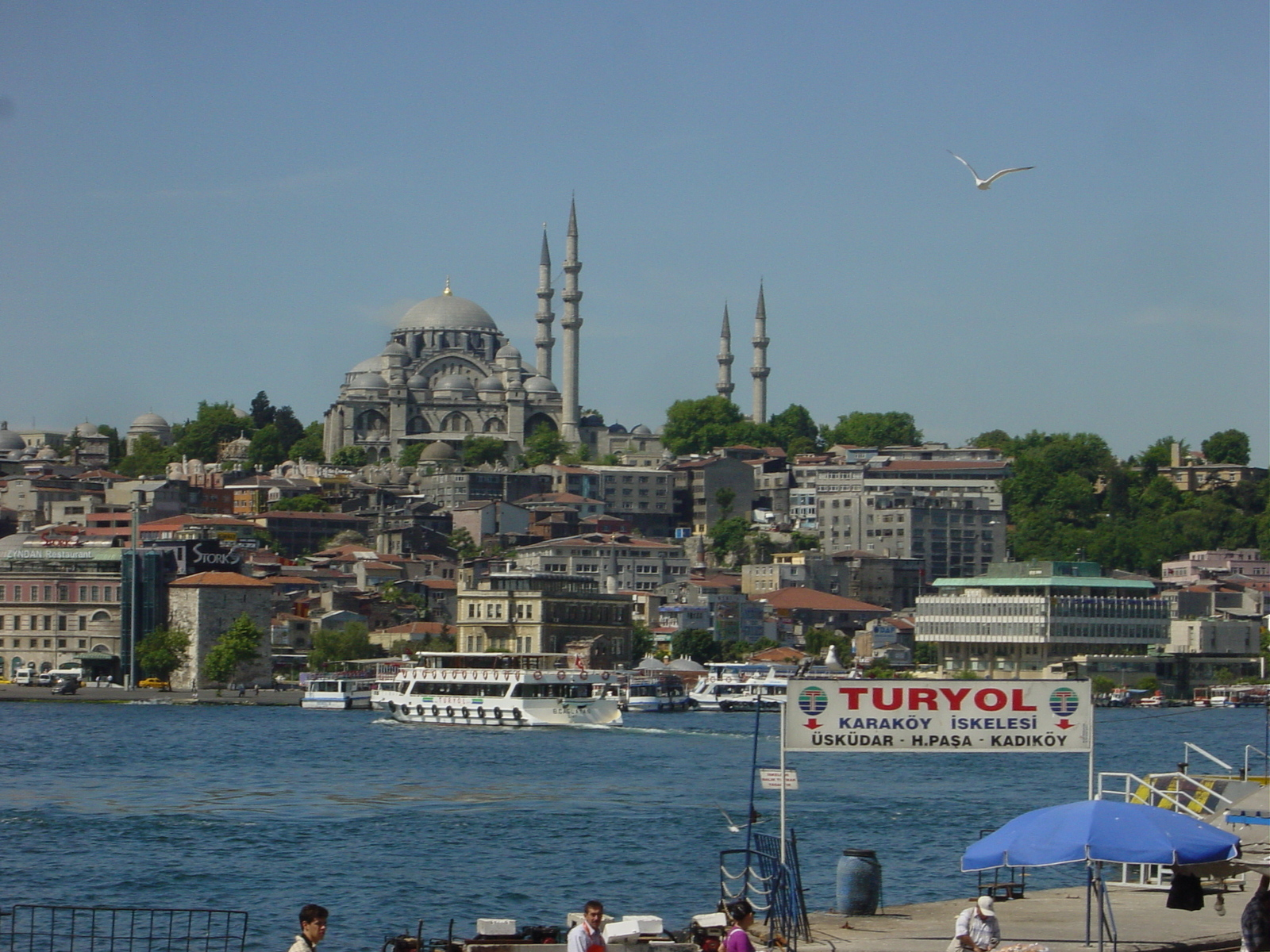
Мечеть Сулеймание из Каракёя[англ.], 2006.
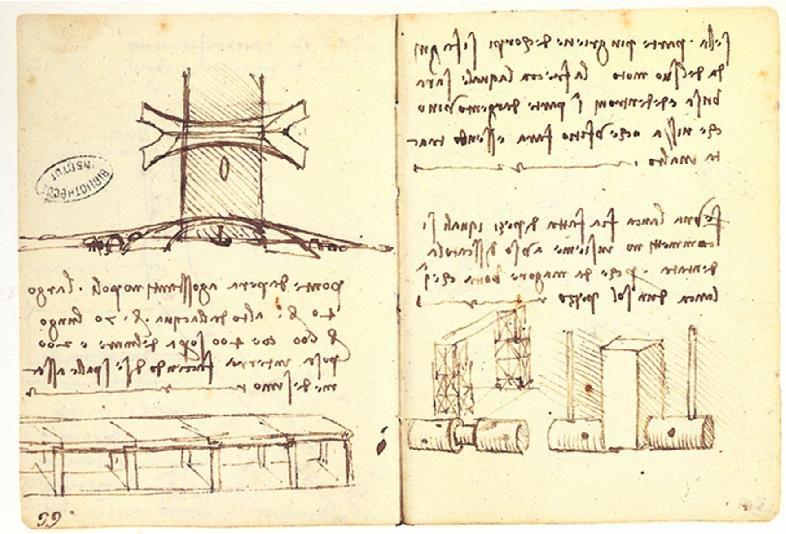
Мост через Золотой Рог, разработанный Леонардо да Винчи в 1502 году.
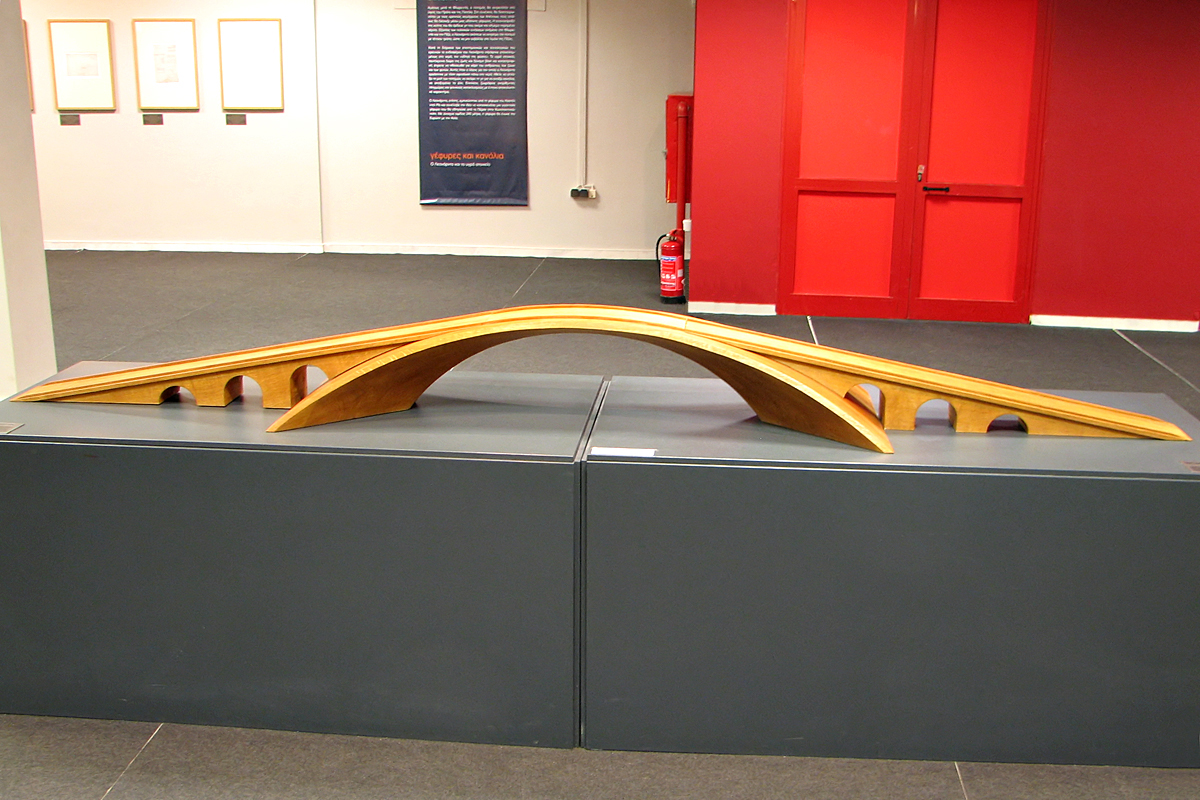
Деревянная модель, соответствующая дизайну моста Леонардо да Винчи.